# Cyclingteam De Rijke-Shanks/2013
Deze pagina geeft een overzicht van de Cyclingteam De Rijke-Shanks-wielerploeg in 2013. 

## Algemene gegevens
Algemeen manager: Gérard van der Valk
Ploegleiders: John den Braber, Iwan van Zandbeek, Bennie Lambregts
Fietsmerk: Focus
Budget: niet bekend

## Renners
| Naam                           | Geboortedatum | Nationaliteit | Ploeg 2012                           |
| ------------------------------ | ------------- | ------------- | ------------------------------------ |
| Dion Beukeboom                 | 02-02-1989    | Nederland     |                                      |
| Mats Boeve                     | 24-03-1990    | Nederland     |                                      |
| Huub Duyn                      | 01-09-1984    | Nederland     |                                      |
| Ike Groen (tot 10/05)          | 31-05-1992    | Nederland     |                                      |
| Dylan Groenewegen              | 21-06-1993    | Nederland     |                                      |
| Yoeri Havik                    | 19-02-1991    | Nederland     |                                      |
| Kobus Hereijgers (vanaf 01/06) | 10-03-1989    | Nederland     |                                      |
| Sjoerd Kouwenhoven             | 03-11-1990    | Nederland     |                                      |
| Rick Ottema                    | 25-06-1992    | Nederland     |                                      |
| Adrián Palomares (tot 11/08)   | 18-02-1976    | Spanje        | Andalucía-Caja Granada               |
| Christoph Pfingsten            | 20-11-1987    | Duitsland     |                                      |
| Kai Reus                       | 11-03-1985    | Nederland     | Unitedhealthcare presented by Maxxis |
| Bob Schoonbroodt               | 12-02-1991    | Nederland     |                                      |
| Roy Sentjens                   | 15-12-1980    | België        |                                      |
| Bas Stamsnijder                | 29-11-1989    | Nederland     |                                      |
| Nikolaj Troesov                | 02-07-1985    | Rusland       | Team RusVelo                         |
| Ronan van Zandbeek             | 27-09-1988    | Nederland     | Argos-Shimano                        |
| Coen Vermeltfoort              | 11-04-1988    | Nederland     | Rabobank                             |

## Overwinningen
| ZLM Tour Winnaar: Yoeri Havik Arno Wallaard Memorial Winnaar: Coen Vermeltfoort Ronde van Noord-Holland Winnaar: Dylan Groenewegen Himmerland Rundt Winnaar: Yoeri Havik Ereprijs Victor De Bruyne Winnaar: Coen Vermeltfoort Olympia's Tour Proloog: Coen Vermeltfoort, ITT Ronde van Portugal Proloog: Cyclingteam De Rijke-Shanks, TTT Kernen Omloop Echt-Susteren Winnaar: Dylan Groenewegen |

2003 · 2004 · 2005 · 2006 · 2007 · 2008 · 2009 · 2010 · 2011 · 2012 · 2013